# Espalação

Espalação resultante de impacto pode ocorrer com ou sem penetração do objecto impactante

Em geral, espalação é um processo no qual fragmentos de material são ejectados de um corpo devido a impacto ou pressão. Em física nuclear, é o processo no qual um núcleo pesado emite um grande número de nucleões devido ao impacto de uma partícula de alta energia, reduzindo assim consideravelmente a sua massa atómica. No contexto da física de impacto, descreve a ejecção ou vaporização de material de um alvo pelo impacto de um projéctil. Em ciência planetária, a espalação descreve impactos de meteoroides numa superfície planetária e os efeitos de vento estelar numa atmosfera planetária. No contexto de mineração ou geologia, espalação pode referir-se a peças de rocha que se soltam de uma falésia devido a tensões internas na rocha; é um fenómeno frequente nas paredes dos poços de minas. No contexto da antropologia, espalação é um processo de fabrico de ferramentas de pedra, tais como pontas de flechas, por lascamento da pedra.

## Espalação em Mecânica dos Sólidos
A espalação pode ocorrer quando uma onda de tensão se propaga pelo material. Se a magnitude desta tensão exceder a resistência do material, um fragmento será criado na face livre da placa. Este fragmento ou lasca (em inglês, spall) actua como projéctil secundário com velocidade que pode ser tão alta como um terço da velocidade da onda de tensão no material. Este tipo de falha é normalmente um efeito de cargas de tipo HESH (high explosive squash head).

## Espalação nuclear
Espalação nuclear ocorre naturalmente na atmosfera terrestre devido ao impacto de raios cósmicos, e também na superfície de corpos no espaço tais como meteoritos e a Lua. Marcas de espalação por raios cósmicos são prova de que o material em questão esteve exposto na superfície do corpo do qual fez parte, e dá os meios de medir o tempo de exposição. A composição dos próprios raios cósmicos também indica que sofreram espalação antes de atingir a Terra, já que as proporções de elementos leves como o lítio, berílio e boro excedem as médias de abundâncias cósmicas; estes elementos nos raios cósmicos foram, evidentemente, formados por espalação de oxigénio, azoto, carbono e mesmo silício nas fontes de raios cósmicos ou durante a sua longa viagem até ao nosso planeta. Isótopos cosmogénicos de alumínio, berílio, cloro, iodo e néon, formados por espalação de elementos terrestres sob bombardeamento de raios cósmicos, foram detectados na Terra.
A espalação nuclear é um dos processos pelo qual um acelerador de partículas pode ser usado para produzir um feixe de neutrões. Neste processo é usado um alvo de mercúrio, tântalo ou outro metal pesado, sendo expelidos de vinte a trinta neutrões em cada impacto. Embora este seja um método bastante mais dispendioso de se produzir feixes de neutrões do que uma reacção em cadeia de fissão nuclear, tem a vantagem de o feixe poder ser pulsado com relativa facilidade. O conceito de espalação nuclear foi criado, em 1937, por Glenn T. Seaborg (prémio Nobel da Química) na sua tese de doutoramento acerca da dispersão inelástica de neutrões.

## Espalação laser
A espalação induzida por laser é uma técnica experimental recente, desenvolvida com o objectivo de melhor entender a adesão de filmes finos em substratos. Um laser pulsado de alta energia (tipicamente Nd:YAG) é usado para criar um impulso de tensão compressiva no substrato, no qual se propagará e reflectirá como uma onda de tensão na fronteira livre. Este impulso de tensão, ao propagar-se em direcção ao substrato, descasca o filme fino. Usando a teoria de propagação de ondas em meios sólidos é possível derivar a resistência da interface. O impulso de tensão criado por este método tem duração de 3 a 8 nanosegundos, enquanto a sua magnitude varia em função da fluência do laser. Devido à ausência de contacto físico na aplicação da carga, esta técnica é muito adequada à espalação de filmes ultrafinos (1 micrometro ou menos de espessura).

## Produção de neutrões em fontes de espalação de neutrões
Geralmente, a produção de neutrões numa fonte de espalação começa por acelerador de partículas de alta potência, frequentemente um sincrotrão. Como exemplo, a fonte de neutrões ISIS é baseada em alguns componentes do antigo sincrotrão Nimrod. Este não era competitivo para física de alta energia, pelo que foi substituido por um novo sincrotrão, usando inicialmente os injectores originais, mas produzindo um feixe pulsado de protões altamente intenso. Enquanto o Nimrod produzia 2 µA a 7 GeV, o ISIS produz 200 µA a 0.8 GeV. O intenso feixe de protões é pulsado a uma frequência de 50 Hz e focado num alvo. Experiências têm sido levadas a cabo com alvos de urânio empobrecido mas, embora estes produzam os feixes mais intensos de neutrões, têm também menor tempo de vida. Desta forma, têm sido usados alvos de tântalo. Os processos de espalação no alvo produzem os neutrões, inicialmente com energias bastante elevadas—uma fracção significativa da energia do protão. Estes neutrões são então abrandados em moderadores repletos com hidrogénio líquido ou metano líquido até às energia que são adequadas para os agentes de dispersão. Enquanto os protões podem ser focados devido a terem carga eléctrica, tal não acontece com os neutrões devido à sua ausência de carga, pelo que os instrumentos de dispersão se encontram dispostos à volta dos moderadores.